# 联邦风险评估研究所
设在德国柏林的德国联邦风险评估研究所 （页面存档备份，存于）（德语缩写BfR）是德意志联邦共和国公法认定的联邦直属有权利能力的机构。该研究所属于联邦食品和农业部(BMEL)的责任范围。其任务是，就食品安全、产品安全、食品链内的污染物、动物保护、消费者健康保护方面的问题为联邦政府提供科学建议。通过联邦环境、自然保护、建设以及核能安全部（化学品安全性、食品和饲料中的环境污染物）以及联邦交通部（危险品运输、国际压重水协议、救灾指挥部）承担其他专业监督。

## 责任范围
BfR的工作以一系列法规为基础——特别是BfR法、食品与饲料法 (LFGB)、防传染病法 (IfSG)、植物保护法、 化学品法、 洗衣剂和清洁剂法、 基因工程法。
在疯牛病危机后重新调整的消费者健康保护以及食品安全法律框架内，在2002年由联邦消费者健康保护与兽医研究所以及联邦生物研究机构的各个部分组成了该研究所，同时成立的还有德国联邦消费者健康保护与食品安全局(BVL)。BfR约有1千名员工，其年度财政预算近一亿欧元。
根据其机构法，BfR发布和沟通其评估结果 （页面存档备份，存于），而不受政治和经济或其他势力左右，这就是说，在其科学风险评估的问题上，它没有法定的专业监察部门。因此，遇到未澄清的科学问题时以及出现危机时，不仅对于消费者、政界（联邦及联邦州）、经济界、媒体，而且对于行业协会及科技界，该研究所都有科学的定向和导航职能。
食品安全、产品安全以及化学品安全这三个领域囊括很多课题。因此遇以下问题时都可以向BfR咨询：
- 关于食品生物安全性以及人畜共患病方面的问题（人畜共患病源如沙门氏菌，是能从动物传染给人类的致病源），对该领域的研究、病源传染途径以及传播扩散途径
- 关于微生物毒素的问题（例如贝类内的毒素）或致病菌的耐药性
- 关于食品卫生的问题
- 关于食品固有成分的问题（食品毒理学），如桂皮粉内的香豆素或胡萝卜汁中苯的形成
- 关于营养风险的问题，如营养补充品问题、致敏原问题或诸如用于降低胆固醇水平的涂抹面包用油脂内植物固醇等功能食品的问题
- 关于转基因食品的问题
- 关于环境毒素的问题如二噁英、多氯联苯(PCB)或多环芳香烃 (PAK)
- 关于饲料安全性的问题
- 关于农药和卫生灭菌除害剂的问题
- 关于中毒的问题
- 关于有毒物质运输的问题
- 关于食品、日用消费品或化妆品内纳米技术的问题
- 关于化妆品、纺织品、玩具、水烟壶、食品包装物以及其他日用消费品的安全性问题
- 关于动物实验替代方法[3]问题

BfR是德国联邦领域研究机构协作联盟 （页面存档备份，存于）成员。

## BfR的部门
目前，除了所领导层及其幕僚机构之外，BfR还设有9个部门。

### 行政管理
行政管理部是给该所各个专业部门提供服务的部门，它负责基础设施、人员招聘、在人事问题方面协助员工、控制和检查收入和开销以及各种房间以及所属场地的装备和组织及技术上的维修和管理。该部门为其研究所发放组织规章，并与员工代表会签定工作协议，还与所外服务公司签定合同。

### 风险交流
保护消费者的健康包括研究、评估风险，并进行沟通交流。在这个过程中不仅真正的风险很重要，而且媒体报道风险以及受主观因素影响的风险认知也很重要。科学认识必须经过透明和通俗易懂的方式得到传播和交流，以便于合理地应对风险。
BfR有进行风险交流的法定使命，在食品安全、化学品安全以及产品安全方面向公众通报可能的健康风险以及评估这些风险时所依据的研究结果。这时，BfR与来自科技界、经济界、政界、媒体、行业协会、非政府组织以及消费者保护组织的对口单位开展主动对话。这个交流过程除了针对目标群体的媒体和公众交流工作之外，还包括通过专家访谈，研究进展讲座、消费者保护论坛、利益相关者会议以及公共专题研讨会，主动联合各种利益集团参与。
这个跨学科的风险交流部执行风险认知、风险早期识别及其后果评估方面的科研项目，例如：对纳米技术这个新工艺领域、风险交流后消费者饮食行为的改变以及不同的社会利益集团对风险的排序。所采用的方式和途径是有代表性的问卷调查、德尔法调查以及焦点团体访谈。
该部另一个工作重点在于协调并定向扩大国内及国际的消费者健康保护政策和科研机构合作网。

### 暴露评估
暴露评估部的核心任务（第1章第3条）是分析和评估有害物质和微生物危害对消费者的暴露评估，并建立相应模型，以便由BfR进行（风险）评估。按照定义：风险 = 危害x暴露，每次评估时该部要考察，消费者是否以及在浓度多大时会接触到这些有害的致病因子，并藉此说明风险的大小。此外，该部还为BfR 承担大量的科学服务职能。
该部门下设了以下专业组：（化学品）运输安全性及 REACH协调，中毒记录和产品建档， 流行学、 生物统计及数学建模，暴露评估及其标准化，信息技术以及德国联邦GLP中心（联邦良好实验室实践联络处）与质量管理。
该部门的一部分服务项目也面向所外的科研人员，例如中毒记录和评估处以及德国联邦GLP中心。

### 生物学安全性
生物学安全性部在法定风险评估任务框架下，在食品安全和消费者健康保护领域内研究对人类健康的风险，特别是因由微生物产生的毒素以及其他微生物代谢物引起的风险。包括细菌、酵母菌和霉菌，还有病毒、寄生物和TSE致病因子（ 朊病毒）。
评估过程不仅涉及食品，还涉及饲料和用具（如用于加工食品的设备、食品包装材料、餐具等等）以及化妆品，还将提取、生产，加工和分销等过程作为生物学危害的传播途径进行考察。
其任务包括检测食品中致病菌及其致病特点的诊断方法，还有食品里微生物性危害的预防工作，以及定性和定量风险评估。
该部参与传染病和人畜共患病爆发时的病源鉴定（在传染病防治法内的法定任务）。
致病菌诊断和高级鉴定、 抗菌素耐药性以及食品的微生物污染（食品法与人畜共患病法规定的任务）方面的一系列参比实验室，设在该部门。
该部还作为FAO/WHO食品卫生与人畜共患病研究与培训中心（FAO/WHO Collaborating Centre for Research and Training in Food Hygiene and Zoonoses）发挥职能，协调WHO的欧洲食源性传染病和食物中毒监测计划（WHO Surveillance Programme for Control of Foodborne Infections and Intoxications in Europe）。此外，该部还在国家和欧洲层面收集并协调食品监测结果内相关数据，以编纂人畜共患病趋势年度报告。

### 食品安全
食品安全部从食材本身风险的角度评估食品。所评估的物质作为食品里的固有天然成分，或者作为食品添加剂或香精被加入到食品中。通过生产、储存和处理工艺而进入食品里的不良物质，也得到评估。
另外，该部还根据食疗标准评估食品，而其中婴幼儿食品占重要位置。该部还针对饮食风险和营养保健方面的问题，发表意见。
该部的另一工作重点是撰写新型食品以及转基因食品和饲料的评估报告。
该部开发并应用先进的分子生物学和细胞生物学研究方法，以确定有潜在风险物质的生物学新端点从而进行风险评估。除此之外，该部还开发并应用创新性检测方法以及用于食品的分子生物学可溯源性和产品鉴定策略和方法。
这个部门主动开展食品的分子生物学和生物化学安全性方面的研究。其目的是认清作用机理方面的相关性，以便为保护消费者开发出具体的策略。

### 农药安全性
该部的任务，概括起来就是按照2009/128/EG 欧盟指令，对农药和卫生除害剂（biocides）（以下都简称农药）进行健康风险评估。该指令是旨在使农药得到可持续性使用而制定的全欧盟行动框架。确定农药活性物质及其代谢物的内在毒性特点和剂量-作用关系、确定其毒性等级和标识要求、导出毒理学阈值、确定对人类、牲畜及家养宠物的暴露水平，最后进行健康风险评估，以避免对人类和动物健康产生危害，这都属于该部的核心任务。除此之外，该部还探讨相关的风险管理可能性，以便于相关机构制定降低风险的举措和最大残留限量。该部还审核监测方法，并开发用于监督管理的监测和评估策略和技术指南，并不断更新和完善。风险评估是以科学意见、评估报告或者评价包括的形式进行。该部对活性物质和剂型加工的风险评估的根据是德国、欧盟以及国际上农药登记注册、审批和发放许可证以及评估方法的法规进行的，如：
- 欧盟关于农药流通农药投放到流通领域的第1107/2009 号指令
- 欧盟关于卫生除害产品投放市场以及使用的第 528/2012 号指令
- 欧盟关于农药最大残留限量的第 396/2005 号指令
- 欧盟关于农药原药及其混合物的毒性等级和标识的第 1272/2008 号指令。

该部的研究重点围绕支持法定程序，当前特别注重替代性评估方法，即对农药经皮吸收、加工因素以及对内分泌的干扰作用。此外，该部还在德国及欧盟农药活性物质的立法、产品登记注册以及农药和卫生除害剂使用方面，向德国联邦政府提供科学咨询。该部下设以下研究室： 
- 61室：农药安全性评估的总协调和总评估
- 62室：卫生除害剂的控制和总评估
- 63室：活性物质及其代谢物的毒理学
- 64室：剂型和使用安全性的毒理学
- 65室：残留物和分析方法

此外，该部还举办发育毒理学研讨会，并在此基础上建立并刷新在线发育毒理学图谱 （页面存档备份，存于）大全 (DevTox项目)，有英语和中文版。日语版正在筹备中。

### 化学品安全性和产品安全性
化学品安全性和产品安全性部负责评估欧洲化学品法(REACH)下的化学物质。这种毒理学评估的目的是为消费者进行健康风险评估，并根据REACH法规确定和初步制定降低风险的必要措施。另外还根据欧盟关于CLP的1272/2008 指令进行风险评估，目的是对危险品进行分类和标识。
此外，该部还确定、研究、评估日化用品、烟草产品、日常用具（食品包装材料、玩具、奶瓶、安慰奶嘴、清洁剂和护肤品、针织衣物等等）以及其它“消费者接触的用品”（家具、床垫、地毯和业余活动产品等）的健康风险。这不仅考虑到当前科学风险评估的知识空白，而且还考虑到国民在这方面的担忧。这些产品中的化学物质在日常生活中的迁移和暴露以及毒性方面的试验项目，就是评估工作的一个组成部分。
该部的任务还包括协调风险评估、进行总评估、确定风险评估需要的研究工作，同时还发起和开展所内外支持风险评估的科研项目。
该部门的专家还代表BfR参与国内与国际组织的专家委员会的工作，例如国际经济合作与发展组织(OECD)、世界卫生组织(WHO)的国际化学品安全规划署(IPCS)、欧洲食品安全局 (EFSA)和欧洲化学品管理局(ECHA)、欧盟消费者安全科学委员会、欧盟议会的化妆品专家委员会，或者BfR的日常用具安全委员会(BeKo)和化妆品安全委员会(KoKo)，并在各工作组（如食品化学专家联合工作组ALS）以及国内和国际标准委员会任职。
该部下设以下研究室：
- 71室：评估协调和总评估
- 72室：化学品的安全
- 73室：非食品接触产品的安全
- 74室：与食品接触产品的安全
- 75室：产品性质和纳米技术

### 食品链内的安全
评评估因摄取食品与饲料内的污染物、残留物以及其他不良物质而构成的风险，属于食品链内的安全部的工作重点。
食品与饲料内二噁英、多氯联苯(PCB)以及真菌毒素国家参比实验室、海洋生物毒素、饲料中添加剂国家参比实验室，以及葡萄酒最高评估机构，都设在该部门。
在产品鉴定和可溯源性这一重点课题内，食品真实性鉴定的策略和方法得到开发。而在药理活性物质和兽药领域的任务则是对动物源食品内人类用药及兽药残留进行风险评估，同时在给联邦机构和州级机构提供咨询的框架内，对有药效的残留物进行鉴定，并出具意见报告，另外牵头执行残留分析和评估的项目。
除此之外，该部还开展研究，大致方向是继续开发检测食品和饲料内有潜在毒性的物质及其代谢物的方案。
该部设有以下研究室：
- 残留物
- 污染物
- 产品真实性、商品链及可溯源性
- 饲料和饲料添加剂

### 实验毒理学和 ZEBET
实验毒理学和 ZEBET 部分为五个研究室：
- ZEBET数据库和信息采集
- ZEBET动物实验替代方法
- 分子毒理学
- 纳米毒理学
- 参比材料和认证

该部评估和研究任务的重点是联邦政府针对化学品作用方式毒理学认知提出的科学议题。主要以相关方法学和建立模型为主。
另外，BfR还承担一项国家任务——对动物实验替代方法和补充方法进行归档、评估，建议并坚持让本国和国际组织承认这些方法。这在联邦政府责任范围内，通过ZEBET实现（ZEBET：动物实验替代和补充方法收集和评估中心）。 ZEBET的一个重要任务就是通过实验验证无需动物的检测方法，以使之被纳入国际官方组织的安全性毒理检测指令内。该中心机构还进行独立的研究工作，并通过专项预算支持其他研究机构旨在开发替代性实验的研究项目。 
通过ZEBET的工作，BfR在国内外特别致力于，在一切可能的情况下，以其他研究方法来取代法定动物实验。

## BfR承担的职责
BfR工作围绕的核心就是作为消费者的人。通过该研究所的工作，应该使食品、物质材料以及产品变得更加安全，从而为保护消费者的健康做出贡献。

### 在研究基础上的科学举措
BfR针对与其消费者健康保护和食品安全方面承担的评估任务紧密相关的课题，进行自主研究。该联邦研究所在科研方面与其他国际性机构和组织以及其他国家消费者保护与食品安全方面的研究单位合作。BfR还是德国联邦领域研究机构协作联盟的成员。 与欧洲食品安全局 (EFSA)合作，构成其另一工作重点，BfR是该机构在德国的联络处。
负责风险管理的州级机关和联邦部门都可以利用该所的健康评估结果和措施建议。BfR 的工作成果和建议面向所有感兴趣的群体，如科研界、经济界和经济行业协会、商贸业、非政府组织消费者保护中心、媒体、国内与国际学会和组织以及感兴趣的消费者，作为他们制定决策的重要助手。BfR 以其从科学出发的风险评估结果，在德国本国和外国的消费者健康保护方面，起重要的推动作用。

### 风险评估
根据法规，风险评估、风险管理（见BVL）和风险交流是相互独立的活动。在德国，食品与饲料、化妆品、日用品和化学品的健康风险评估属BfR的责任范围。BfR以法律为基础，根据国际公认的评估标准和原理、应用科学评估标准进行评估。
风险评估应理解为针对食品和饲料安全性方面的风险进行的评估，其目的在于确认危害的性质特征，并从某种食品和饲料出发，估测其出现的可能性以及对于涉及的消费者群体的严重程度（这也称为暴露评估）。 往往针对公众热议的问题，努力将本质问题尽量客观并以易懂的方式表达出来。BfR还受官方机构委托开展研究和评估。例如对于某一（尚未）纳入法规的风险。
为了使健康风险评估的评估原则透明并易于理解，BfR出版了一份消费者保护方面的健康风险评估指南。
通过专业方面的独立性和基于科学的风险评估，应确保BfR不受政治、经济和社会各种利益的影响而进行健康风险评估。

### 风险交流
BfR的法定职责之一，就是通报经确认并评估的消费者所需食品、物质和产品内隐含的风险。应使整个评估过程对所有公民透明。BfR以全面、完整而且易于理解的风险沟通交流方式， 使科学对于消费者来说看得见、用得着。

### 国家及欧洲范围内的任务
共有18个食品安全和食品卫生领域的国家参比实验室(NRL)以及具相似职能的葡萄酒最高评判试验室设在BfR。这都是根据欧盟或德国法规由德国联邦政府指定的。这些国家参比实验室在诊断分析方法方面起先遣作用，是德国在欧盟联合参比实验室和各州实施监测的实验室之间的纽带。
德国联邦GLP中心负责在国内和国际范围内协调和统一与GLP相关的问题，并负责监督国内外某些GLP 机构。
作为EFSA德国联络处(EFSA Focal Point) BfR协调欧洲食品安全署(EFSA)与德国食品及饲料安全负责机构以及经济领域、政界、科技界以及行业协会的参与者之间的科技信息交流。 这是德国联邦食品与农业部(BMEL)建议BfR 承担该职责。在欧盟(EU)所有28个成员国内都成立了其国家联络处， 他们是成员国国家级机构与EFSA之间联络的中介。这样，在各个成员国内的风险评估活动在欧洲层面上得到协调和统一。目的是将欧盟现有的关于食品健康风险的知识集中起来，从而确保欧洲的食品安全保持在最高科学水平。
设在BfR的国家哺乳委员会的任务就是促进德国的母乳育婴。

### 他山之石——外来专家
BfR成立了15个国家专家委员会。这些委员会一般每年开两次会，其任务是针对BfR的工作方针和方法提出意见和建议，并从外部保证该研究所的工作质量。委员会成员不拿报酬，不参与官方风险评估任务。这些委员会的决定对于BfR具有建议性质。这样， BfR的委员会与欧洲食品安全署(EFSA)的学术委员会 (Panels)有根本的区别。因为这些学术委员会撰写EFSA的风险评估报告，因此在委员会方面，EFSA奉行的原则与BfR不同。
BfR借助其委员会，将德国现有最高水平的学术知识集中起来。当出现危机时，通过这些委员会就保障能迅速利用专家网。这些外来专家来自高等院校和其他研究单位，联邦和州级机构、经济界和消费者协会、私立试验室以及工业界。他们由任命董事会聘任，任期三年（自2014年起四年）。该董事会则由BfR科学董事会成员、德国研究协会负责食品及农业产品和资源的各州委员会主席以及各联邦研究所的参议代表组成。委员会成员名单被公布在BfR网站上。
因为BfR知道外单位专家之间可能有利益冲突的问题，感兴趣的专家须在应聘时就保证，作为委员会成员以公共利益出发，独立行事。有可能与BfR委员会涉及的议题发生的利益冲突会书面确定。委员会成员就此签署一份声明，该声明会发表在BfR的网站上。另外，在每次委员会会议开始时都会口头询问可能的利益冲突，并记录结果。该记录也会在BfR网站上公布。

### 独立性
BfR不依赖其上级机关即德国联邦食品与农业部(BMEL)，独立进行科学风险评估，并独立进行评估结果的沟通交流，是立法机构所要求的。疯牛病危机在极大程度上使人们对政策措施丧失了信任，这方面的经验促使联邦议院将BfR作为一个独立的科学咨询机构引入到为议会提供政策建议的公共流程内。这也被写入了BfR基本法（BfR法第2章第3条）。因其独立性，BfR也不从经济界取得经费。为了保证独立性，BfR制定了其科研人员独立性规章。
BfR科学风险评估结果的独立性以及风险交流的总方针是要与所有利益相关者（NGO、消费者协会、经济界、政界、科技界、媒体）进行沟通交流。特别是在出现不同的科学立场及论据时，不同利益相关者的参与就至关重要。BfR在科学对话框架内举办的众多活动中，以及在BfR消费者保护论坛、BfR利益相关者会议、BfR专题讨论会、讲座、用户会议、学术大会、委员会及专家学会会议、专业和专家碰头会、外来专家座谈会、培训班等活动中，都反映了这一点。
该所在其成立10周年之际，于2012年11月20日，探讨了“独立性与利益冲突”这个主题，并举办了题为“科学独立性能达到何种程度？”的欧洲利益相关者会议。
特别针对社会上多有争议的话题有必要对独立性和可能的利益冲突反复进行公开讨论。因此就连联邦议院也针对转基因生物和农药风险评估过程中可能的利益冲突以及可能的专业片面性进行了辩论。联邦政府回答了议会提出的质询。

## 合作
在食品与饲料安全领域BfR与“欧洲食品安全署” (European Food Safety Authority，EFSA) （页面存档备份，存于）以及其他欧盟对口单位紧密合作。由BfR汇编的《欧盟食品安全年鉴》内有这些机构的概括介绍。在国际上，BfR与世界卫生组织(WHO)及联合国粮食及农业组织(FAO)的联合组织“国际食品法典委员会”合作，该委员会拟定旨在保护消费者的国际食品安全标准。
为此，BfR通过合作谅解备忘录（以下简称“协议”），与众多对口单位和伙伴组织建立了广泛紧密的联系。目的是在食品和饲料安全性风险评估方面进行合作，并交流科研人员和科学知识。这很重要，因为在食品与饲料安全性以及产品安全性领域， 当今世界的贸易实际上已经全球化了。 
BfR与以下研究机构签署了合作协议：
- 中国： BfR与中国以下机构签署了合作协议：

```
      中国检验检疫科学院(CAIQ)
 
（
页面存档备份
，存于
）
（于2009年签定协议）；
      中国国家食品安全评估中心(CFSA)
 
（
页面存档备份
，存于
）
（于2012年签定协议）；
      中国农业科学院(CAAS)
 
（
页面存档备份
，存于
）
（于2012年签定协议）；
      中国动物卫生与流行病学中心(CAHEC)
 
（
页面存档备份
，存于
）
（于2013年签定协议）；
      中国食品发酵工业研究院(CNRIFFI)
 
（
页面存档备份
，存于
）
（于2017年签定协议）。
```

- 巴西： 国家健康监测局 (ANVISA)（于2012年签定协议）
- 保加利亚： 保加利亚食品安全局(BFSA)（于2014年签定协议）
- 丹麦： 丹麦工业大学 (DTU) 食品研究所（于2010年签定协议，2013年更新，与法国ANSES携手）
- 法国： 法国食品、环境和职业健康与安全局(ANSES) （于2010年签定协议，2013年更新，与丹麦DTU携手）
- 冰岛：冰岛食品与兽医局(MAST)（于2012年签定协议），冰岛食品与生物技术研发有限公司 (MATIS Ltd.) （于2012年签定协议）
- 韩国（南朝鲜）： 韩国食品与药物管理局(KFDA)和食品与药品安全评估研究所 (NIFDS)，（于2010年签定协议）
- 克罗地亚： 克罗地亚食品局 (HAH) （于2009年签定协议）
- 拉脱维亚： 食品与兽医服务局(PVD)（于2005年签定协议），食品安全、动物健康及环境研究所(BIOR) （于2012年签定协议）
- 立陶宛： 国家食品与兽医评估研究所 (NFVRAI)（于2008年签定协议，2013年更新），国家食品与兽医服务局 (VMVT)（于2008年签定协议）
- 荷兰： 荷兰食品与消费者日用品安全局(NVWA) （于2006年签定协议）
- 奥地利： 奥地利健康与食品安全局 (AGES)（于2006年签定协议）
- 波兰： 国家兽医研究所(PIWET) （于2012年签定协议）
- 俄罗斯： 俄罗斯联邦消费者权利保护和人类健康监管服务局(Rospotrebnadzor, FGUS)和俄罗斯基金会营养研究所(RAMN) （于2009年签定合同）
- 乌拉圭： 乌拉圭农业及渔业部的食品安全规划与协调司 (UCPIA) （于2014年签定合同）
- 塞浦路斯： 塞浦路斯国家总实验室 （于2010年签定合同）

自2005年以来，该联邦研究所与柏林的“商品检测”基金会达成了密切合作的共识，以在保护消费者健康方面取得更大进步。

## 活动资讯
- 第8届BfR国际风险评估与风险交流暑期培训班[5]，于2019年8月12日至23日在德国柏林举行。
- 更多活动见BfR学院网站。